# BBモバイルポイント

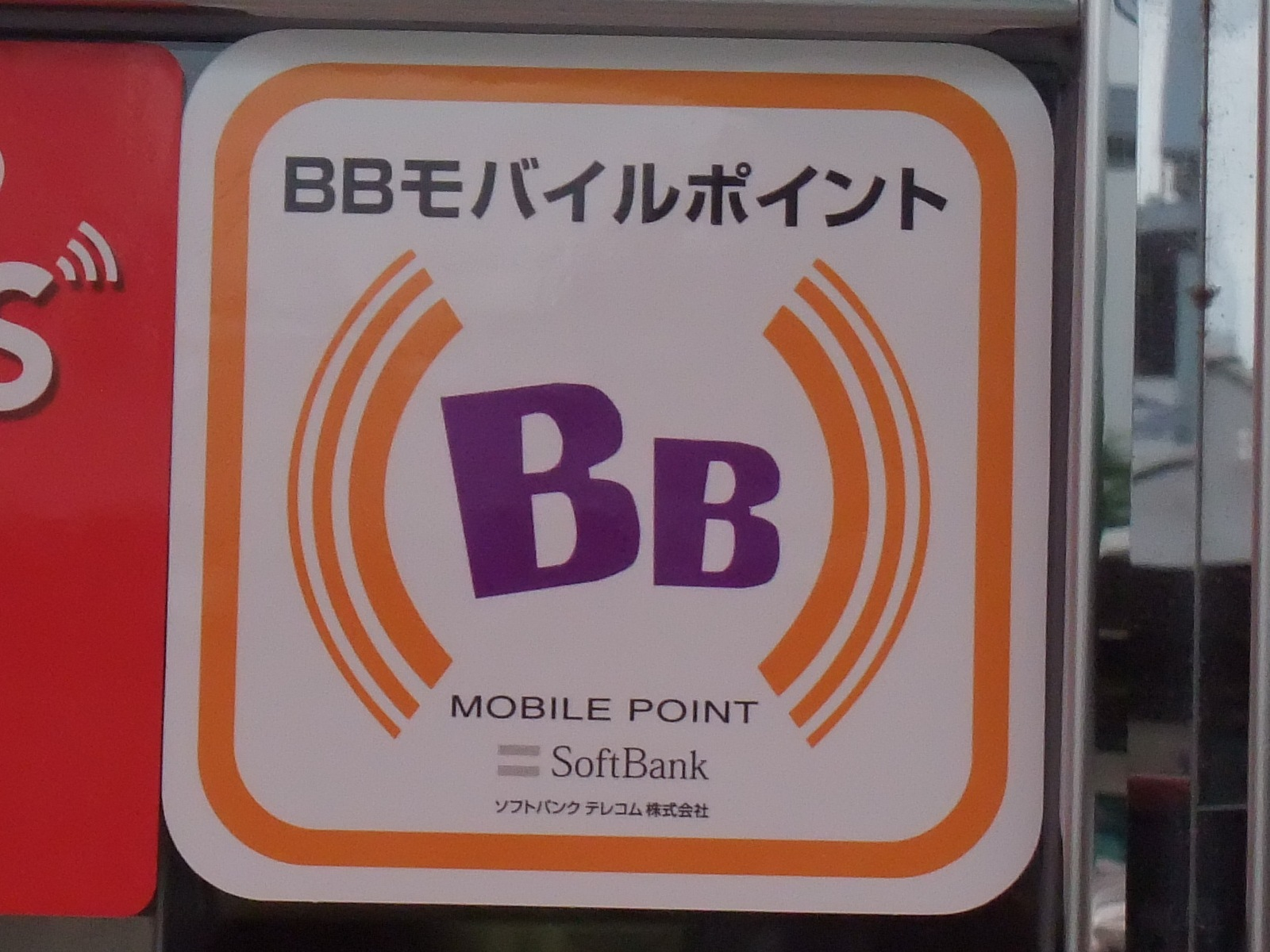
BBモバイルポイントのエリア表示

BBモバイルポイント（BB mobilepoint）は、ソフトバンクが提供する公衆無線LANサービスである。

## 概要
日本テレコム（現：ソフトバンク）が2001年9月よりJR東日本と共同で試験サービスを行った「無線による、駅でのインターネット接続実験」および、それを元に2004年4月より正式サービスとして提供を開始した「モバイルポイント」と、ビー・ビー・テクノロジー（現:ソフトバンク）が2002年4月より開始した「Yahoo! BBモバイル」の2サービスが統合して2005年10月に開始したサービス。
これまでのサービスの経緯から、JRの駅構内及びその周辺施設、マクドナルドなどの飲食店などでのサービス提供がなされている。また他の公衆無線LANサービスと異なりホールセール型でのサービス提供が行われ、一般ユーザーは基本的に提携プロバイダのオプションサービスに契約することで利用することとなる。ただし、Yahoo!無線LANスポットやワイヤレスゲートのような公衆無線LAN専業プロバイダやローミングプロバイダに契約することで利用することが可能なほか、ファミリーマートのFamiポートでプリペイドID（1日、2週間、3か月）を購入することでも利用することが可能となる。
基幹インフラにYahoo!BBのADSLを中心に利用していることから、ADSLの特性上スポット毎に通信速度には揺らぎがあり、他社と比較すると速度が遅い傾向がある。
- 無線LAN規格はIEEE 802.11 n/a/b/gに対応。
- 国際ローミングはBoingo Wireless、Fiberlink Communications、iPass、WeRoamの4社に対応。
- インターネット接続を利用の際、SSIDとWEPによるWi-Fiの接続設定に加え、Webの認証ページでユーザー名とパスワードによる認証が必要。

## 通信規格
Wi-Fi規格、IEEE 802.11a/IEEE 802.11b/IEEE 802.11g/IEEE 802.11nに対応している。
2015年1月現在11nおよび11a対応は一部スポットのみである。
| SSID         | セキュリティ  | 対応規格      |
| ------------ | ------------- | ------------- |
| mobilepoint2 | WPA2-PSK-CCMP | 802.11n/a/b/g |
| mobilepoint1 | WEP           | 802.11b/g     |
| mobilepoint  | WEP           | 802.11a/b/g   |

## 主なサービスエリア
- マクドナルド
- ドトールコーヒー
- 銀座ルノアール
- 成田国際空港
- JRの主要駅構内
- 東海道新幹線内
- 成田エクスプレス内
- 成田国際空港など主要空港
- 東急ホテルズ
- ホテルニューオータニ
- ホテル法華クラブ
- ロイヤルパークホテルズ

ほか

## 提携プロバイダ・通信会社
- ソフトバンク(TM)
  - ODN
  - SpinNet
  - ULTINA lnternet/IP-VPN/Wide Ethernet
- @nifty
- NTTコミュニケーションズ（HOTSPOTでのローミング対応）2012年12月よりOCNの契約とプランに加入する事が絶対となる。2022年4月28日申込受付を終了、9月30日利用終了。
- ワイヤレスゲート
- ワイヤ・アンド・ワイヤレス（Wi2 300でのローミング対応）
- エコネクト

## 過去に提携していたプロバイダ・通信会社
- BBIQ　独自の提携は解消し、現在はワイヤ・アンド・ワイヤレスが提供するBBIQオリジナルプランを通じて利用可能。

- Yahoo!（Yahoo!無線LANスポット）・Yahoo! BB は、2019年10月31日15:00をもって提携業務を終了。
- So-net 2021年3月31日をもって終了。